# Copa de Liberia
La Copa de Liberia es el segundo torneo de fútbol a nivel de clubes más importante de Liberia, se disputa desde 1974 y es organizada por la por la Asociación de Fútbol de Liberia.

## Formato
Pueden participar todos los equipos del país, y se juega bajo un sistema de eliminación directa. 
El equipo campeón obtiene la clasificación a la Copa Confederación de la CAF.

## Palmarés
| Temporada | Campeón                      | Resultado      | Finalista                    |
| --------- | ---------------------------- | -------------- | ---------------------------- |
| 1974      | Mighty Barrolle SA           |                |                              |
| 1975      | No se disputó                | No se disputó  | No se disputó                |
| 1976      | Cedar United                 |                |                              |
| 1977      | Cedar United                 |                |                              |
| 1978      | Mighty Barrolle SA           |                |                              |
| 1979      | No se disputó                | No se disputó  | No se disputó                |
| 1980      | No se disputó                | No se disputó  | No se disputó                |
| 1981      | Mighty Barrolle SA           |                |                              |
| 1982      | Saint Joseph Warriors FC     |                |                              |
| 1983      | Mighty Barrolle SA           |                |                              |
| 1984      | Mighty Barrolle SA           |                |                              |
| 1985      | Mighty Barrolle SA           |                |                              |
| 1986      | Mighty Barrolle SA           |                |                              |
| 1987      | Invincible Eleven            |                |                              |
| 1988      | LPRC Oilers                  |                |                              |
| 1989      | LPRC Oilers                  |                |                              |
| 1990      | No se disputó                | No se disputó  | No se disputó                |
| 1991      | Invincible Eleven            |                |                              |
| 1992      | NPA Anchors                  | 3–1            | Invincible Eleven            |
| 1993      | LPRC Oilers                  | 2–0            | Mighty Barrolle SA           |
| 1994      | Monrovia Club Breweries      | 1–0            | LPRC Oilers                  |
| 1995      | Mighty Barrolle SA           |                |                              |
| 1996      | Junior Professional FC       |                |                              |
| 1997      | Invincible Eleven            |                |                              |
| 1998      | Invincible Eleven            | 1–2, 1–0       | Junior Professional FC       |
| 1999      | LPRC Oilers                  |                |                              |
| 2000      | LPRC Oilers                  |                |                              |
| 2001      | Desconocido                  | Desconocido    | Desconocido                  |
| 2002      | Mighty Blue Angels FC        | bt             | Mark Professionals           |
| 2003      | Desconocido                  | Desconocido    | Desconocido                  |
| 2004      | LISCR FC                     | 2–0            | Bassa Defender               |
| 2005      | LISCR FC                     |                |                              |
| 2006      | NPA Anchors                  | 2–2 (3-2 pen.) | Mighty Barrolle              |
| 2007      | Saint Joseph Warriors FC     | bt             | LISCR FC                     |
| 2008      | Monrovia Black Star FC       | 4–1            | Mighty Barrolle SA           |
| 2009      | Barrack Young Controllers FC | 1–0            | LPRC Oilers                  |
| 2010-11   | Invincible Eleven            | 1–0            | Barrack Young Controllers FC |
| 2012      | Barrack Young Controllers II | 1–0            | Watanga FC                   |
| 2013      | Barrack Young Controllers FC | 6–0            | Red Lions FC                 |
| 2014      | FC Fassell                   | 1–0            | NPA Anchors                  |
| 2015      | Barrack Young Controllers II | 0–0 (3-2 pen.) | Monrovia Club Breweries      |
| 2016      | Monrovia Club Breweries      | 2–0            | Mighty Barrolle SA           |
| 2017      | LISCR FC                     | 3–0            | ELWA United                  |
| 2018      | Barrack Young Controllers FC | 4–0            | LISCR FC                     |
| 2019      | LISCR FC                     | 2–0            | Barrack Young Controllers FC |
| 2020      | Abandonada                   | Abandonada     | Abandonada                   |
| 2021      | Monrovia Club Breweries      | 2–1            | Barrack Young Controllers FC |
| 2022      | LISCR FC                     | 2–2 (4-2 pen.) | Barrack Young Controllers FC |
| 2023      | LISCR FC                     | 2–0            | Barrack Young Controllers FC |
| 2024      | Paynesville FC               | 1–0            | Invincible Eleven            |
| 2025      | Black Man Warrior FC         | 1–1 (3-1 pen.) | LISCR FC                     |

## Títulos por club
| Club                         | Ciudad      | Campeón | Años campeón                                   |
| ---------------------------- | ----------- | ------- | ---------------------------------------------- |
| Mighty Barrolle SA           | Buchanan    | 8       | 1974, 1978, 1981, 1983, 1984, 1985, 1986, 1995 |
| LISCR FC                     | Monrovia    | 6       | 2004, 2005, 2017, 2019, 2022, 2023             |
| LPRC Oilers                  | Monrovia    | 5       | 1988, 1989, 1993, 1999, 2000                   |
| Invincible Eleven            | Monrovia    | 5       | 1987, 1991, 1997, 1998, 2011                   |
| Barrack Young Controllers FC | Monrovia    | 3       | 2009, 2013, 2018                               |
| Monrovia Club Breweries      | Monrovia    | 3       | 1994, 2016, 2021                               |
| Cedar United                 | Monrovia    | 2       | 1976, 1977                                     |
| NPA Anchors                  | Monrovia    | 2       | 1992, 2006                                     |
| Saint Joseph Warriors FC     | Monrovia    | 2       | 1982, 2007                                     |
| Barrack Young Controllers II | Monrovia    | 2       | 2012, 2015                                     |
| Junior Professional FC       | Monrovia    | 1       | 1996                                           |
| Mighty Blue Angels FC        | Monrovia    | 1       | 2002                                           |
| Monrovia Black Star FC       | Monrovia    | 1       | 2008                                           |
| FC Fassell                   | Monrovia    | 1       | 2014                                           |
| Paynesville FC               | Paynesville | 1       | 2024                                           |
| Black Man Warrior FC         | Monrovia    | 1       | 2025                                           |